# Pseudobulbo
Uno pseudobulbo è un organo vegetale, presente in varie specie e derivato dall'ingrossamento di una porzione di fusto, utilizzato dalle piante per immagazzinare energia sotto forma di carboidrati e acqua. 

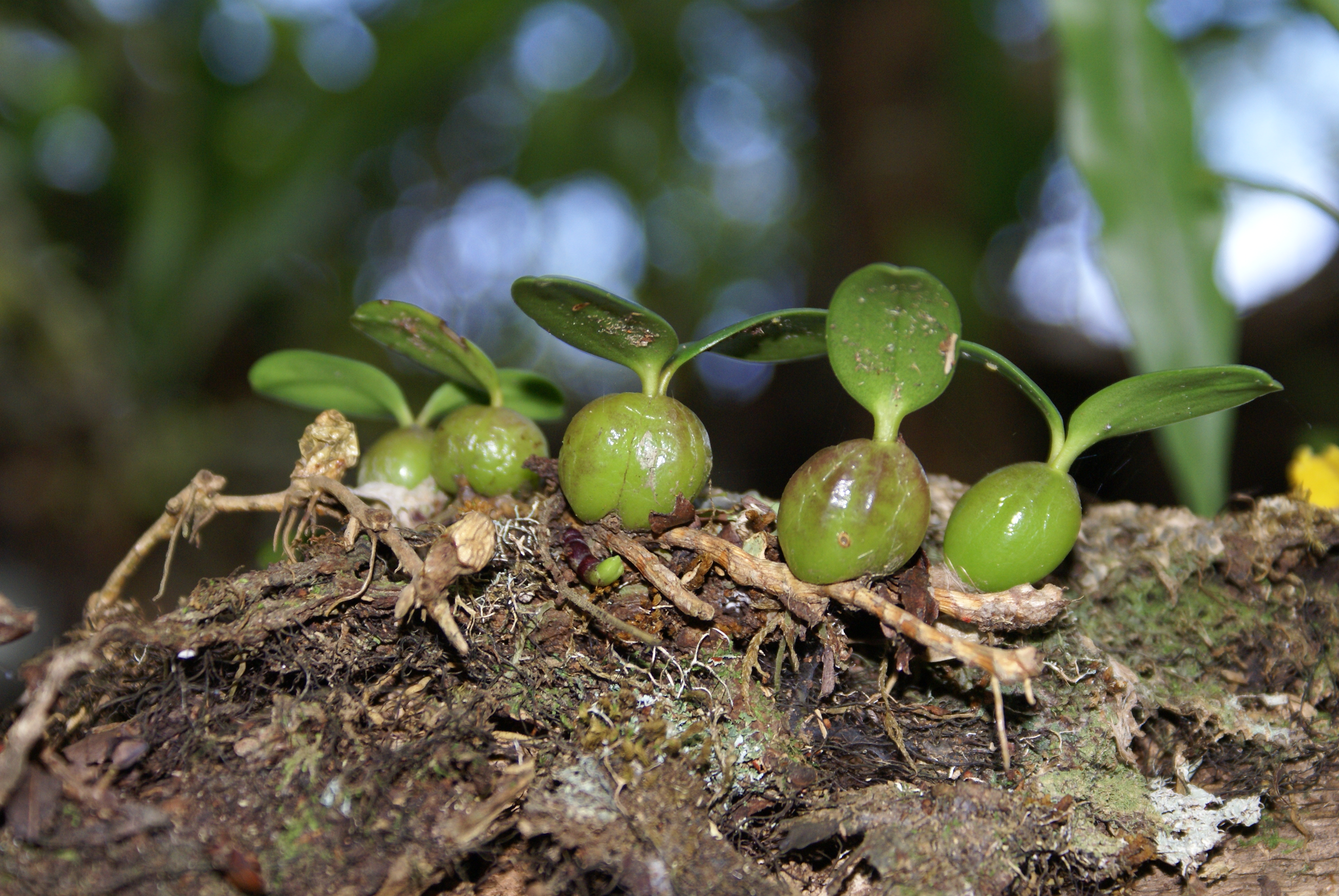
Pseudobulbi di Bulbophyllum nutans

È molto frequente nella famiglia delle orchidee simpodiali (Orchidaceae), soprattutto in quelle epifite poiché le radici, essendo aeree, non dispongono di un'umidità costante che negli altri casi viene fornita dal terreno. Lo pseudobulbo permette quindi alla pianta di resistere a periodi di carenze di umidità e di elementi nutritivi.
Esso può essere singolo o composto da vari nodi ed è quasi sempre dotato di una o più foglie decidue o persistenti. In certe specie gli pseudobulbi si presentano appena rigonfi e arrotondati (come per esempio in Cymbidium), oppure possono avere l'aspetto di un normale fusto ingrossato dotato di numerose foglie (Dendrobium) oppure ancora può presentarsi come singoli pseudobulbi di forma sferica con una o due foglie al loro apice (Bulbophyllum). Qualunque sia la forma, gli pseudobulbi sono prodotti da un rizoma sotterraneo o pendente.
Uno pseudobulbo normalmente vive per 1-5 anni ma in una pianta in buone condizioni di salute essi sono sostituiti rapidamente dalla nuova vegetazione.

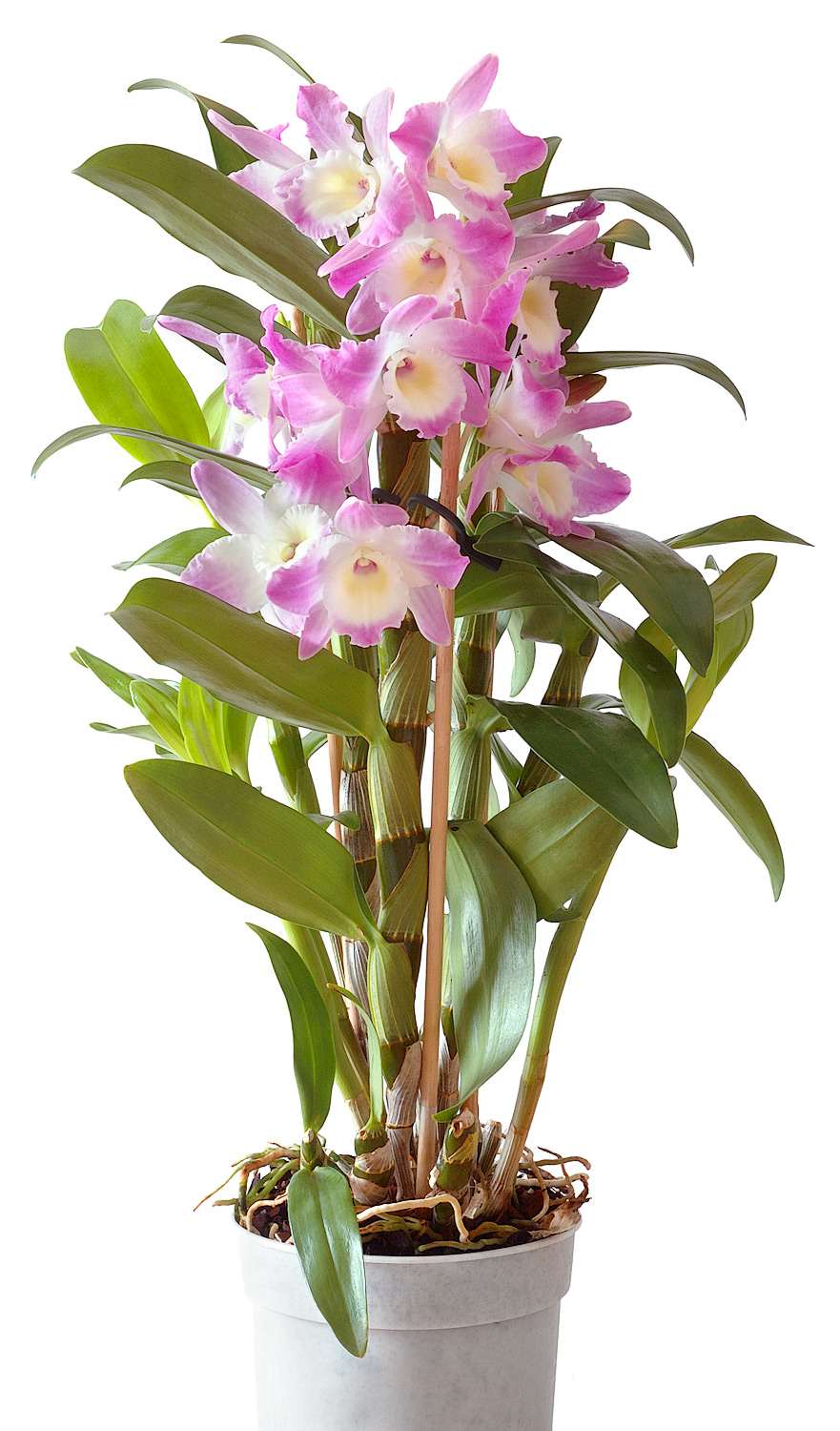
Un ibrido di Dendrobium:
si notano gli pseudobulbi simili a semplici fusti ingrossati con molte foglie ai lati.